# Baloň

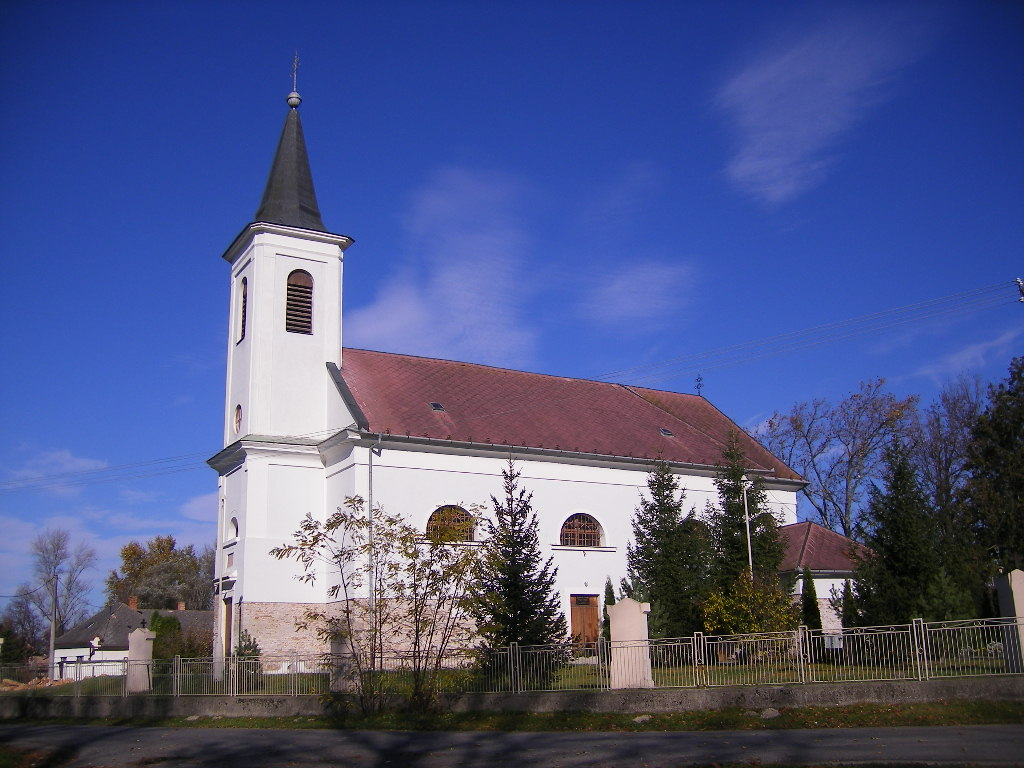
Baloň

Baloň (Hongaars: Balony) is een Slowaakse gemeente in de regio Trnava, en maakt deel uit van het district Dunajská Streda.
Baloň telt 756 inwoners.